# Karl von Blumenthal
Karl Eduard Louis von Blumenthal (* 1. August 1811 in Gartz (Oder); † 25. Mai 1903 in Potsdam) war ein preußischer Generalmajor.

## Leben

### Herkunft
Louis war der Sohn von Ludwig Albrecht von Blumenthal (1774–1813) und dessen Ehefrau Friderike Charlotte Dorothea, geborene von Below (1783–1853). Sein Vater war Rittmeister im Brandenburgischen Dragoner-Regiment. Der spätere preußische Generalfeldmarschall Leonhard von Blumenthal (1810–1900) war sein älterer Bruder.

### Militärkarriere
Blumenthal erhielt seine Erziehung in den Kadettenhäusern von Kulm und Berlin. Am 29. Juli 1829 wurde er als Sekondeleutnant dem Garde-Reserve-Infanterie-Regiment (dem späteren Garde-Füsilier-Regiment) der Preußischen Armee überwiesen. Er besuchte zwischen Oktober 1832 und Juli 1835 die Allgemeine Kriegsschule. 1843/46 war er zum Topographischen Büro kommandiert, wurde Premierleutnant und kam im Juni 1849 zur Schulabteilung des Lehr-Infanterie-Bataillons. Dort folgte ein Jahr später unter Beförderung zum Hauptmann die Ernennung zum Kompaniechef. Als Major war er ab 23. Mai 1857 in Düsseldorf Kommandeur des II. Bataillons im 17. Landwehr-Regiment. Im Rahmen des Sardinischen Krieges machte das Regiment 1859 mobil und bildete im Jahr darauf den Stamm für das neugebildete 8. Westfälische Infanterie-Regiment Nr. 57. Blumenthal kommandierte in diesem Verband das II. Bataillon in Neuss und stieg am 18. Oktober 1861 zum Oberstleutnant auf. Am 9. Januar 1864 ernannte man ihn zum Kommandeur des 6. Brandenburgischen Infanterie-Regiments Nr. 52 in Posen und beförderte Blumenthal am 25. Juni 1864 zum Oberst.
Als solcher führte er sein Regiment 1866 während des Krieges gegen Österreich in den Kämpfen bei Nachod, Skalitz, Schweinschädel und Königgrätz. Seine Leistungen wurden durch die Verleihung des Kronenordens II. Klasse mit Schwertern gewürdigt. Am 21. Juli 1867 wurde Blumenthal von seinem Kommando entbunden, kurzzeitig zu den Offizieren von der Armee versetzt und am 10. August 1867 unter Stellung à la suite seines bisherigen Regiments zum Kommandeur der 26. Infanterie-Brigade in Münster ernannt. In dieser Stellung am 22. März 1868 zum Generalmajor befördert, wurde Blumenthal am 13. Juni 1869 mit der gesetzlichen Pension unter Verleihung des Roten Adlerordens II. Klasse mit Eichenlaub zur Disposition gestellt.

### Familie
Blumenthal hatte sich am 14. August 1849 in Potsdam mit Auguste Luise Sylvia Tugendreich von Burgsdorff (1819–1900) verheiratet. Sie war die Tochter des Oberforstmeisters Karl Wilhelm von Burgsdorff. Aus der Ehe gingen folgende Söhne hervor:
- Karl Ludwig Georg (1850–1871), zuletzt Sekondeleutnant im Leib-Grenadier-Regiment Nr. 8
- Wilhelm Heinrich Kurt (1851–1870), zuletzt Sekondeleutnant im Infanterie-Regiment Nr. 94
- Matthias Hans Ludwig (* 30. März 1855; † 7. Mai 1945), Generalleutnant, Kommandeur Husaren-Regiment Nr. 13 ⚭ 1883 Lillian Mary Luise Steinway-Oakes (* 26. Dezember 1862 in New York; † 4. Oktober 1904), Tochter von Hennry Steinway Jr. (1831–1865), Sohn von Heinrich Steinweg[1]